# Proximale Humerusfraktur
Die Proximale Humerusfraktur, synonym Oberarmkopffraktur, (ungenau: subkapitale Humerusfraktur) ist eine Bruchform des körperstammnahen Anteils des Oberarmknochens mit steigender Inzidenz. Bei momentan etwa 100 Fällen pro 100.000 Einwohnern pro Jahr ist sie eine der häufigen Frakturen und macht 5 % aller Knochenbrüche aus. Die proximale Humerusfraktur tritt besonders oft bei einer Osteoporose auf.
60–80 % der proximalen Humerusfrakturen können konservativ behandelt werden, wenn sich die Fragmente um weniger als 1 cm verschoben haben oder der Winkel um weniger als 45° gekippt ist (Einteilung nach Neer, Gruppe I).

## Pathomechanismus und Inzidenz

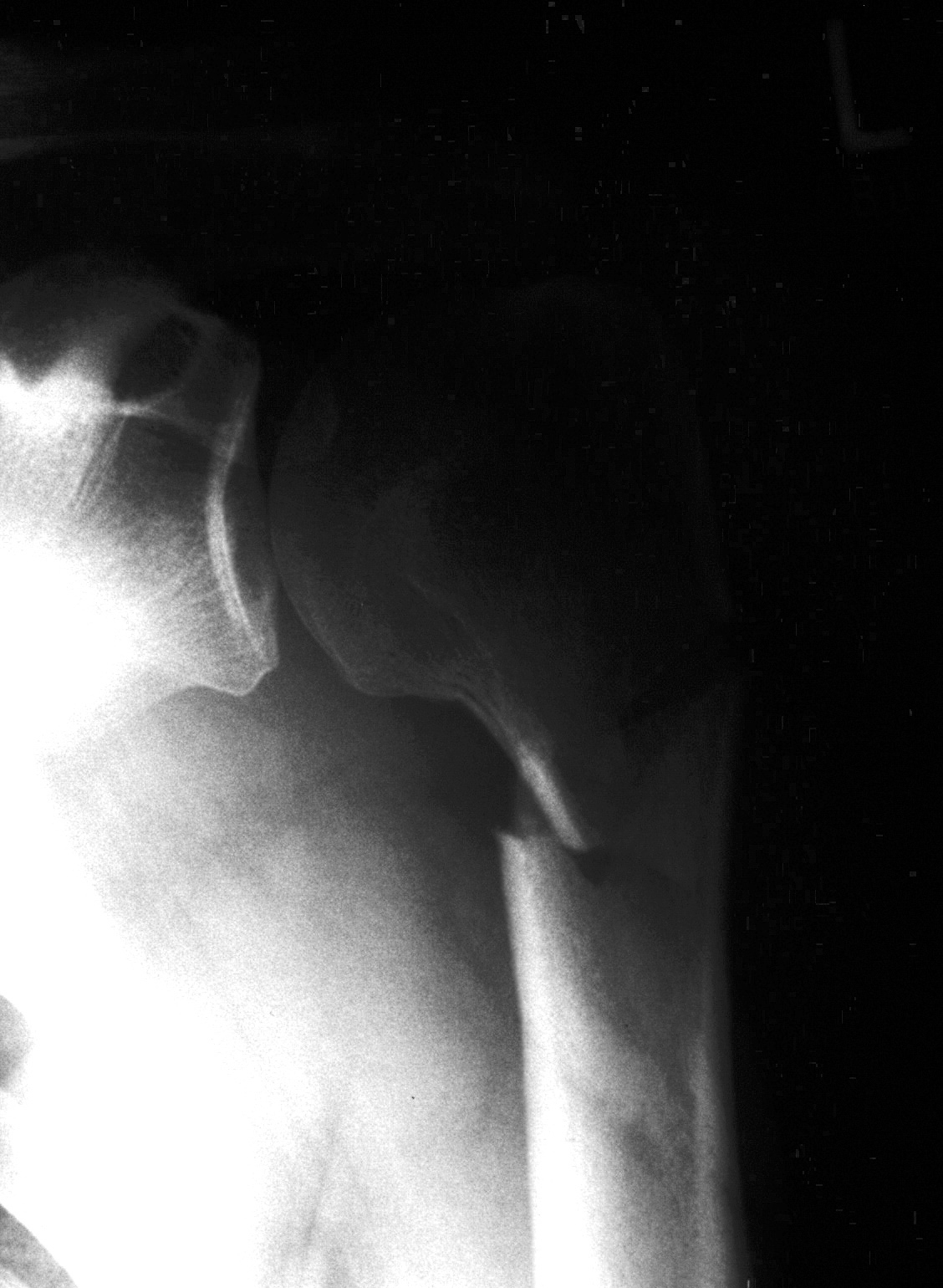
Proximale Humerusfraktur

Die Ursache sind oft leichtere Stürze bei älteren Frauen, die bei Vorliegen einer Osteoporose ein deutlich höheres Risiko für diese Frakturform haben.
Frauen sind doppelt so häufig betroffen wie Männer (w > m: 2-3:1), wobei diese Fraktur bei Frauen über 70 Jahren mit einer Inzidenz von über 400/100 000 angegeben wird. Das Trauma ist dabei oft indirekt, der Sturz auf die ausgestreckte Hand oder den Ellenbogen führt zu einer Stauchungsfraktur meistens im Bereich des Collum chirurgicum.
Bei Kindern tritt die Fraktur häufig als Epiphysenfugenfraktur auf und ist auch hier eine der häufige Frakturen mit etwa 4 % aller Extremitätenfrakturen im Kindesalter. Bei Kindern wird die Fraktur nach der AO-Klassifikation für Kinder eingeteilt und hat hier die Formen 1.1E/1-2 oder 1.1M/2-3. Außerdem kann bei einer Epiphysenbeteiligung eine Einteilung nach Salter-Harris angewendet werde, welche hier als Salter I-II entsprechend 1.1E/1 (Salter I) und 1.1E/2 (Salter II) (siehe auch Einteilungen).
Auch Tumormetastasen können zu pathologischen Frakturen in diesem Bereich führen, sind aber seltener für die proximale Humerusfraktur verantwortlich als das Trauma.

## Diagnostik
Wichtig ist eine Anamnese und die Schilderung des Sturzgeschehens, allerdings kann auch ein scheinbar leichter Sturz aus geringer Höhe eine Fraktur bei einem osteoporotischen Knochen bedingen. Bei einem Sturz auf den ausgestreckten Arm sollte das Handgelenk, das Ellenbogengelenk und Schultergelenk auch untersucht werden.
Eine Röntgendarstellung bei Verdacht auf eine Fraktur sollte die angrenzenden Gelenke mit darstellen, dafür wird eine Aufnahme von vorne (a.p. – anterior-posteriorer Strahlengang) sowie eine Aufnahme durch das Schulterblatt (transkapulär, Y-Aufnahme) angefertigt, eine Computertomografie (ein CT) kann bei komplexeren Brüchen Begleitverletzungen insbesondere des Schultergelenks deutlicher darstellen. Im Fall einer pathologischen Fraktur kann ein Magnetresonanztomografie den Tumor besser darstellen als ein CT.

## Einteilung/Klassifikation
Die Klassifikation nach ICD-10 (S42.2) ist für die Bewertung der klinischen Situation ungeeignet. Die AO-Klassifikation kann auch proximale Humerusfrakturen beschreiben, allerdings werden diese Frakturen in der Klinik nach Neer eingeteilt.  Im Allgemeinen stützt man sich jedoch bei der Behandlung auf die Einteilung von Neer.

## Therapie
Die S1 Leitlinie der Deutschen Gesellschaft für Unfallchirurgie für den Erwachsenen ist veraltet und unspezifisch. Etwa 60-80% der proximalen Humerusfrakturen können konservativ behandelt werden. Studien von Court-Brown haben gezeigt, dass beim Patienten über 60 Jahre Patientenalter und Dislokationsgrad das Ergebnis bestimmen, dass aber eine Operation das Ergebnis nicht verbessert. Eine zugrundeliegende Osteoporose sollte mit bedacht und gegebenenfalls therapiert werden. Besonders bei älteren Patientinnen sollte eine Osteoporose-Diagnostik einschließlich Knochendichtemessung erfolgen, soweit dies noch nicht durchgeführt wurde.
Die konservative Therapie besteht aus der Anlage eines Gilchrist- oder Desault-Verbandes für 8 Tage (2–3 Wochen) oder bis eine Schmerzfreiheit erreicht ist, nach einer Woche folgen schmerzadaptiert Pendelübungen. Physiotherapeutische Übungen erst ab der 6. Wochen. Eine regelmäßige Röntgenkontrolle der Fraktur wird empfohlen.
In der Vergangenheit wurde die OP-Indikation am Dislokationsgrad (z. B. mehr als 1 cm und/oder 45° (nach Neer)) oder der Frakturkomplexität festgemacht, was sich in neueren Studien weder für die isolierte Fraktur des Tuberculum majus, noch für Mehrfragment/Mehrsegmentfrakturen des Patienten über 60 Jahre bestätigt hat.